# G. I. Joe: A kobra árnyéka
A G. I. Joe: A kobra árnyéka (eredeti cím: G.I. Joe: The Rise of Cobra) 2009-ben bemutatott amerikai-cseh akciófilm Stephen Sommers rendezésében.

## Cselekmény
|  | Alább a cselekmény részletei következnek! |

A közeljövőben a fegyverek szakértője, James McCullen (Christopher Eccleston) létrehoz egy nanotechnológia alapú fegyvert, ami képes elpusztítani egy egész várost. Cége, a M.A.R.S elad négy robbanófejet a NATO-nak, amelynek csapatai felügyelik a robbanófejek biztonságos szállítását. Duke (Channing Tatum) és Kioldó (Marlon Wayans) is védik a robbanófejeket, amikor lesből megtámadja őket a Bárónő (Sienna Miller), akit Duke felismer, hiszen valaha a menyasszonya volt.
A robbanófejeket a G. I. Joe főhadiszállásra, Egyiptomba szállítják, ahol Duke megkéri Hawk tábornokot (Dennis Quaid), hogy csatlakozhasson a csapatához. Közli velük, hogy ő ismeri a Bárónőt. A csapat fő feladata elfogni Destrót, a fegyverkereskedőt és megakadályozni, hogy a Kobra nevű titkos szervezet káoszba taszítsa a világot a nanotechnológiás rakétákkal.
|  | Itt a vége a cselekmény részletezésének! |

## Szereplők
- Hawk tábornok – Dennis Quaid
- Duke – Channing Tatum
- Kioldó – Marlon Wayans
- Amerikai elnök – Jonathan Pryce
- Bárónő – Sienna Miller
- Cobra parancsnok – Joseph Gordon-Levitt
- Breaker – Saïd Taghmaoui
- Destro – Christopher Eccleston
- Stone őrmester – Brendan Fraser
- Kígyószem – Ray Park
- Kőkemény – Adewale Akinnuoye-Agbaje
- Shana 'Scarlett' O'Hara – Rachel Nichols
- Zartan – Arnold Vosloo
- Viharárnyék – I Bjonghon